# Turibaum
Der Turibaum (Sesbania grandiflora) ist eine Pflanzenart aus der Unterfamilie der Schmetterlingsblütler (Faboideae) innerhalb der Familie der Hülsenfrüchtler (Fabaceae). Er stammt ursprünglich aus Indien oder Südostasien und wird heute auch in Afrika und der Karibik angebaut.
Der Turibaum wächst nur in feuchtem und heißem Tiefland und verträgt keine Temperaturen unter 10 °C.

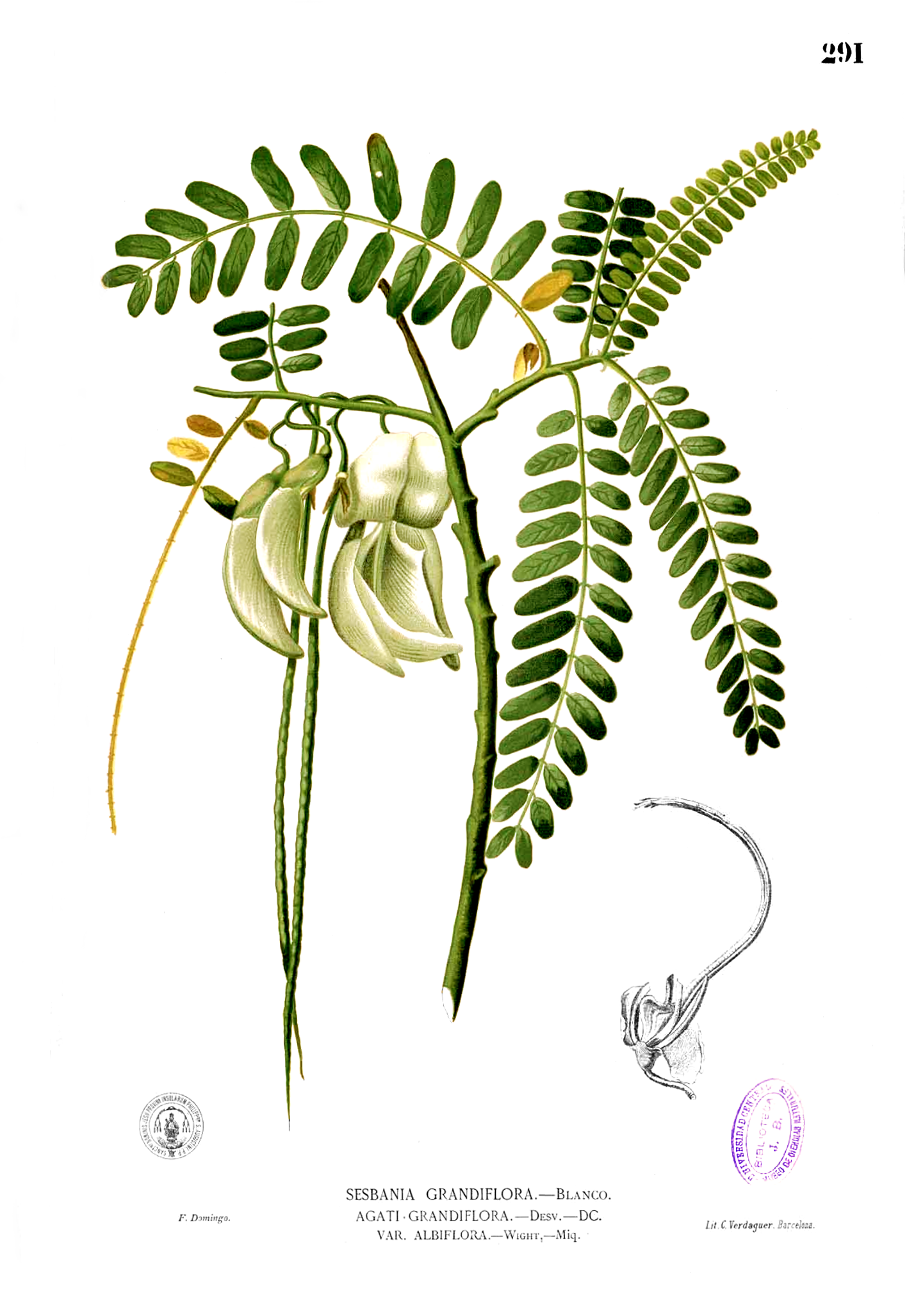
Illustration

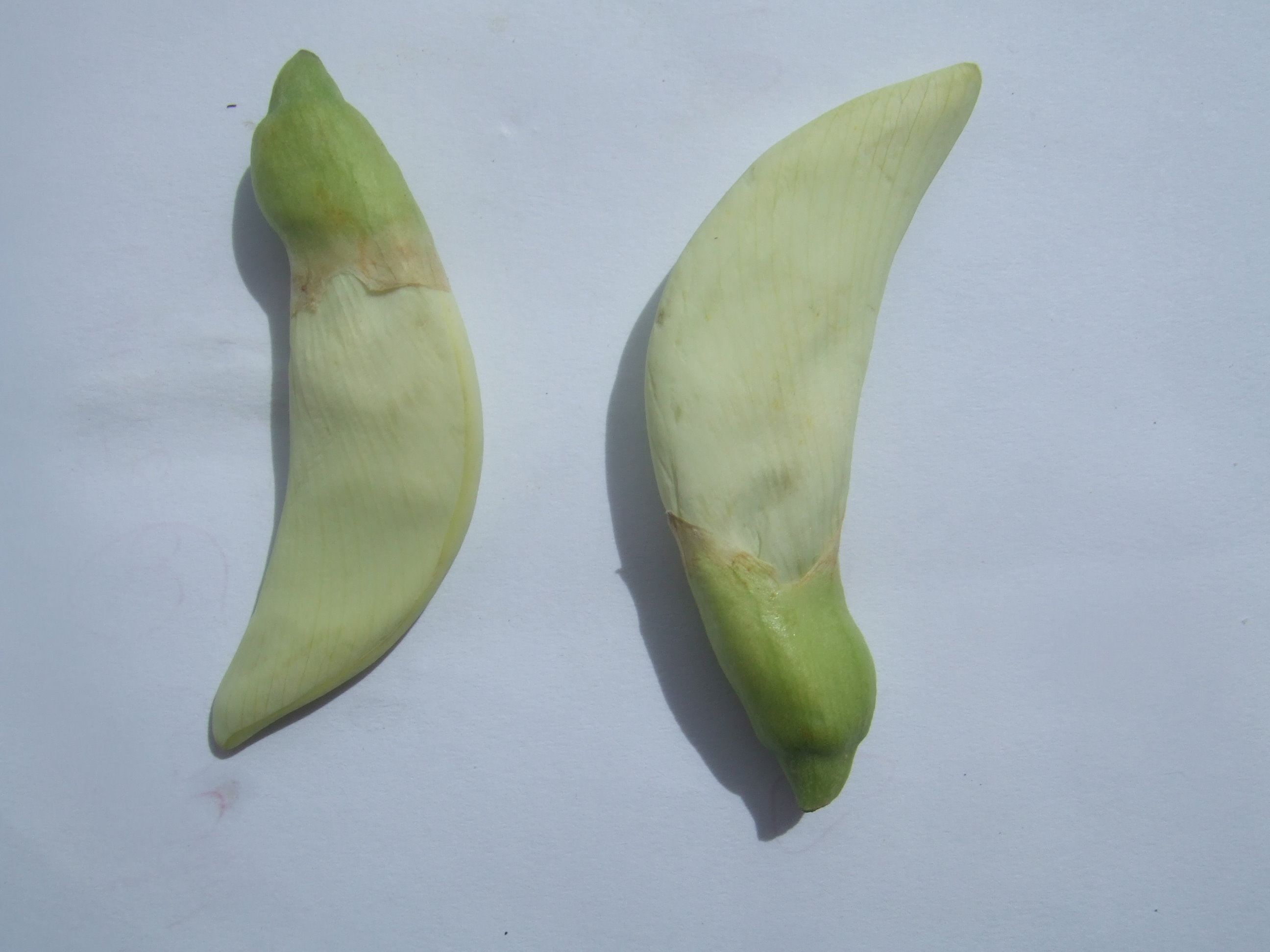
Knospige Blüten des Turibaums

## Beschreibung
Der Turibaum ist ein kleiner, locker verzweigter, nicht bewehrter und schnellwüchsiger, halbimmergrüner Baum, der Wuchshöhen von bis zu 8 bis 15 Meter und Stammdurchmesser von 25 bis 30 cm erreicht. Die gräuliche, furchige Borke ist dick und korkig, teils mit kleinen Platten. Der Baum führt ein essbares Gummi.
Die nur an der Zweigenden wechselständig stehenden, kurz gestielten Laubblätter sind 15 bis 35 cm lang und paarig gefiedert mit 12 bis 25 Paaren Fiederblättchen. Die kurz gestielten, ganzrandigen und fast kahlen Fiederblättchen sind länglich bis verkehrt-eilanzettlich, gerundet bis eingebuchtet, 2 bis 4,5 cm lang und etwa 0,8–1,3 cm breit. Bevor die Blätter abgeworfen werden bekommen sie eine hellgelbe Farbe. Es sind teils fädige, sehr kleine Nebenblättchen vorhanden. Die Nebenblätter sind abfallend.
Die wenigblütigen, achselständigen und traubigen Blütenstände enthalten zwei bis fünf Blüten. Die sehr großen, zwittrigen, gestielten und hängenden Schmetterlingsblüten sind zygomorph und bis 7–11 cm lang. Die Kronblätter sind rosa, rot oder weiß.
Die hängende, geschnäbelte und nicht öffnende, etwa gerade bis leicht gebogene, braune, flache Hülsenfrucht ist schmal, 25 bis 55 cm lang und enthält etwa 15 bis 50 Samen. Der elliptische bis nierenförmige, glatte und abgeflachte Samen ist rot-braun, 4–6 mm groß und wiegt etwa 0,05–0,075 g.
Die Chromosomenzahl beträgt 2n = 24.

## Taxonomie
Der Turibaum wurde 1753 von Carl von Linné in Species Plantarum Band 2 Seite 722 als Robinia grandiflora erstbeschrieben. Die Art wurde 1906 von  Jean Louis Marie Poiret in Lamarcks Encyclopédie Méthodique. Botanique ...  Band 7 Seite 127 als Sesbania grandiflora (L.) Poir. in die Gattung Sesbania gestellt.

## Verwendung
Die Blüten werden als Gemüse gegessen, die jungen Hülsen und Blätter sind auch essbar.

## Quelle
- Sesbania grandiflora bei CABI Invasive Species Compendium.
- Sesbenia grandiflora bei PROTA.